# Richard Kiel
Richard Dawson Kiel (13 tháng 9 năm 1939 – 10 tháng 9 năm 2014) là một diễn viên người Mỹ nổi tiếng với vai diễn những nhân vật kinh dị, phản diện, trong đó nổi tiếng nhất là vai diễn Jaws của bộ phim James Bond: The Spy Who Loved Me (1977) và Moonraker (1979), bên cạnh nhân vật Điệp viên 007 do Roger Moore thủ vai. Richard Kiel vào vai những nhân vật kỳ dị bậc nhất Hollywood như: The Man from U.N.C.L.E., The Wild Wild West, Barbary Coast, Happy Gilmore, The Incredible Hulk.